# Puccinia xanthosperma
Puccinia xanthosperma ist eine Ständerpilzart aus der Ordnung der Rostpilze (Pucciniales). Der Pilz ist ein Endoparasit von Bambusa-Arten. Symptome des Befalls durch die Art sind Rostflecken und Pusteln auf den Blattoberflächen der Wirtspflanzen. Sie ist ein Endemit Indiens.

## Merkmale

### Makroskopische Merkmale
Puccinia xanthosperma ist mit bloßem Auge nur anhand der auf der Oberfläche des Wirtes hervortretenden Sporenlager zu erkennen. Sie wachsen in Nestern, die als gelbliche bis braune Flecken und Pusteln auf den Blattoberflächen erscheinen.

### Mikroskopische Merkmale
Das Myzel von Puccinia xanthosperma wächst wie bei allen Puccinia-Arten interzellulär und bildet Saugfäden, die in das Speichergewebe des Wirtes wachsen. Aecien oder Spermogonien der Art sind nicht bekannt. Die Uredien des Pilzes wachsen blattunterseitig und sind hellgelb gefärbt. Ihre gelblichen Uredosporen sind ellipsoid, 27–37 × 17–21 µm groß und fein stachelwarzig. Die unterseitig wachsenden Telien der Art sind gelb- bis zimtbraun, früh offenliegend und kompakt. Die gelben bis goldbraunen Teliosporen sind zweizellig, in der Regel lang ellipsoid und 45–60 × 18–22 µm groß; ihre Stiele sind fast hyalin und bis zu 100 µm lang.

## Verbreitung
Das bekannte Verbreitungsgebiet von Puccinia xanthosperma umfasst lediglich Indien.

## Ökologie
Die Wirtspflanze von Puccinia xanthosperma ist eine nicht näher bestimmte Bambusa-Art. Der Pilz ernährt sich von den im Speichergewebe der Pflanzen vorhandenen Nährstoffen, seine Sporenlager brechen später durch die Blattoberfläche und setzen Sporen frei. Die Art verfügt über einen Entwicklungszyklus, von dem bislang lediglich Telien sowie deren Wirt bekannt sind; Uredien, Spermogonien und Aecien konnten dem Pilz nicht zugeordnet werden.